# Metamorf
Metamorf (nom real Rex Mason, també dit L'Home Element) és un superheroi fictici que apareix en les historietes estatunidenques publicades per l'editorial DC Comics. Va ser creat en 1964 per l'escriptor Bob Haney i la dibuixant Ramona Fradon amb base en una idea de l'editor George Kashdan. El personatge ha estat moderadament popular des de la seva introducció en 1965.
Originalment Metamorf era una paròdia dels personatges fantàstics que poblaven les historietes en la dècada de 1960. Va ser un dels membres fundadors del grup Outsiders, a més d'haver participat en diverses encarnacions de la Lliga de la Justícia.
Metamorf pot transmutar el seu cos en qualsevol d'una àmplia varietat de compostos elementals i formar-lo a la seva voluntat. També pot modelar parts i porcions del seu cos en lloc del tot. Pot formar formes tan complexes com un tanc i una bicicleta i formes tan simples com un núvol o un ressort.